# Acroniopus granulatipennis
Acroniopus granulatipennis là một loài bọ cánh cứng trong họ Elateridae. Loài này được Lea miêu tả khoa học năm 1908.